# Kobiety w Senacie Rzeczypospolitej Polskiej
Kobiety w Senacie Rzeczypospolitej Polskiej  - lista kobiet wybranych do Senatu Rzeczypospolitej Polskiej.

## Kobiety w Senacie III RP
Senatorkami do tej pory zostało 96 kobiet. 
Liczba senatorek wybranych w wyborach parlamentarnych kształtowała się sinusoidalnie. Początkowo, liczba kobiet w Senacie rosła z 6 wybranych w I kadencji, przez 8 w II, do 13 w III kadencji. IV kadencja Senatu przyniosła spadek o 1 kobietę senator, natomiast już w kolejnej kadencji ich liczba wzrosła do 23, by w VI kadencji spaść aż o 10. VII kadencja Senatu to kolejny spadek liczby senatorek - w wyborach parlamentarnych zostało wybranych ich 8. Kolejne dwie kadencje, tj. VIII i IX, miały jednakową liczbę kobiet wybranych w wyborach - 13. Liczba ta gwałtownie wzrosła do 24 w X kadencji Senatu. W obecnej, XI kadencji Senatu, w skład izby wybrano 19 kobiet. 
Najmniej kobiet zostało wybranych w skład Senatu I kadencji - 6, zaś najwięcej - w skład senatu X kadencji - 24. Rekordowo niska liczba kobiet została osiągnięta także w VII kadencji Senatu, gdy po śmierci Krystyny Bochenek i Janiny Fetlińskiej ich liczba spadła do 6. Z kolei rekordowa liczba kobiet jednocześnie, tj. 24, została także osiągnięta w V kadencji Senatu po wyborach uzupełniających w 2005 roku, w których zwyciężyła Elżbieta Streker-Dembińska. Ogółem najmniej kobiet weszło w skład Senatu I kadencji - 7, zaś najwięcej - 26 - w skład Senatu V kadencji 
Rekord największej liczby kadencji w Senacie (6) wśród kobiet należy do Janiny Sagatowskiej, sprawującej mandat w latach 1997-2005 oraz od 2011 roku. Rekord nieprzerwanej liczby kadencji (5) należy do senatorek: Doroty Simonides sprawującej mandat w latach 1990-2005 oraz Alicji Zając sprawującej mandat od 2010 roku. 

### Legenda
Senatorki według listy, z której zostały wybrane:
| Komitet wyborczy - Stronnictwo Demokratyczne / Unia Demokratyczna / Kongres Liberalno-Demokratyczny / Unia Wolności / Platforma Obywatelska / Nowoczesna / Koalicja Obywatelska - Porozumienie Centrum / Porozumienie Obywatelskie Centrum / Prawo i Sprawiedliwość - Komitet Obywatelski „Solidarność” / Niezależny Samorządny Związek Zawodowy „Solidarność” / Akcja Wyborcza Solidarność - Blok Senat 2001 - Samoobrona - Wyborcza Akcja Katolicka / Klub Inteligencji Katolickiej / Zjednoczenie Polskie / Ruch Odbudowy Polski / Liga Polskich Rodzin - Polska Zjednoczona Partia Robotnicza / Socjaldemokracja Rzeczypospolitej Polskiej / Sojusz Lewicy Demokratycznej / Sojusz Lewicy Demokratycznej – Unia Pracy / Lewica i Demokraci / Lewica Razem - Solidarność Pracy / Unia Pracy - Nowa Lewica - Zjednoczone Stronnictwo Ludowe / Polskie Stronnictwo Ludowe - Komitet Wyborczy Wyborców † – osoba nieżyjąca |
| --- |

### Kobiety w Senacie Rzeczypospolitej Polskiej III RP (obecnie)
| Senator                        | I | II | III | IV | V | VI    | VII         | VIII  | IX    | X     | XI |
| ------------------------------ | - | -- | --- | -- | - | ----- | ----------- | ----- | ----- | ----- | -- |
| Janina Sagatowska              |   |    |     | ×  | × |       |             | ×     | ×     | ×     | ×  |
| Alicja Zając                   |   |    |     |    |   |       | ×           | ×     | ×     | ×     | ×  |
| Barbara Zdrojewska             |   |    |     |    |   |       |             |       | ×     | ×     | ×  |
| Halina Bieda                   |   |    |     |    |   |       |             |       |       | ×     | ×  |
| Agnieszka Gorgoń-Komor         |   |    |     |    |   |       |             |       |       | ×     | ×  |
| Jolanta Hibner                 |   |    |     |    |   | [ b ] | [ b ] [ c ] |       | [ b ] | ×     | ×  |
| Magdalena Kochan               |   |    |     |    |   | [ b ] | [ b ]       | [ b ] | [ b ] | ×     | ×  |
| Agnieszka Kołacz-Leszczyńska   |   |    |     |    |   |       |             | [ b ] | [ b ] | ×     | ×  |
| Beata Małecka-Libera           |   |    |     |    |   | [ b ] | [ b ]       | [ b ] | [ b ] | ×     | ×  |
| Ewa Matecka                    |   |    |     |    |   |       |             |       |       | ×     | ×  |
| Gabriela Morawska-Stanecka     |   |    |     |    |   |       |             |       |       | ×     | ×  |
| Joanna Sekuła                  |   |    |     |    |   |       |             |       |       | ×     | ×  |
| Magdalena Biejat               |   |    |     |    |   |       |             |       |       | [ b ] | ×  |
| Anna Bogucka                   |   |    |     |    |   |       |             |       |       |       | ×  |
| Anna Górska                    |   |    |     |    |   |       |             |       |       |       | ×  |
| Ewa Kaliszuk                   |   |    |     |    |   |       |             |       |       |       | ×  |
| Małgorzata Kidawa-Błońska      |   |    |     |    |   | [ b ] | [ b ]       | [ b ] | [ b ] | [ b ] | ×  |
| Jolanta Piotrowska             |   |    |     |    |   |       |             |       |       |       | ×  |
| Małgorzata Sekuła-Szmajdzińska |   |    |     |    |   |       |             | [ b ] |       | [ b ] | ×  |
| Monika Piątkowska              |   |    |     |    |   |       |             |       |       |       | ×  |

### Kobiety w Senacie Rzeczypospolitej Polskiej III RP (dawniej)
| Senator                       | I     | II    | III   | IV    | V     | VI    | VII         | VIII        | IX          | X     | XI    |
| ----------------------------- | ----- | ----- | ----- | ----- | ----- | ----- | ----------- | ----------- | ----------- | ----- | ----- |
| Anna Bogucka-Skowrońska       | ×     | ×     |       | ×     |       |       |             |             |             |       |       |
| Gabriela Cwojdzińska†         | ×     |       |       |       |       |       |             |             |             |       |       |
| Alicja Grześkowiak            | ×     | ×     | ×     | ×     |       |       |             |             |             |       |       |
| Stefania Hejmanowska†         | ×     |       |       |       |       |       |             |             |             |       |       |
| Zofia Kuratowska†             | ×     | ×     | ×     |       |       |       |             |             |             |       |       |
| Anna Radziwiłł †              | ×     |       |       |       |       |       |             |             |             |       |       |
| Dorota Simonides              | ×     | ×     | ×     | ×     | ×     |       |             |             |             |       |       |
| Jadwiga Bałtakis†             |       | ×     |       |       |       |       |             |             |             |       |       |
| Janina Gościej                |       | ×     |       |       |       |       |             |             |             |       |       |
| Alina Pienkowska†             |       | ×     |       |       |       |       |             |             |             |       |       |
| Elżbieta Rysak                |       | ×     |       |       |       |       |             |             |             |       |       |
| Maria Berny†                  |       |       | ×     |       | ×     |       |             |             |             |       |       |
| Grażyna Ciemniak              |       |       | ×     |       | [ b ] | [ b ] | [ b ]       | [ b ]       |             |       |       |
| Zdzisława Janowska            |       |       | ×     |       | ×     |       | [ b ]       |             |             |       |       |
| Dorota Kempka                 | [ b ] |       | ×     | ×     | ×     |       |             |             |             |       |       |
| Wanda Kustrzeba               |       |       | ×     |       |       |       |             |             |             |       |       |
| Barbara Łękawa                |       |       | ×     |       |       |       |             |             |             |       |       |
| Maria Łopatkowa†              |       |       | ×     |       |       |       |             |             |             |       |       |
| Anna Olejnicka-Górczewska     |       |       | ×     |       |       |       |             |             |             |       |       |
| Elżbieta Solska†              |       |       | ×     |       |       |       |             |             |             |       |       |
| Jadwiga Stokarska             |       |       | ×     | ×     |       |       |             |             |             |       |       |
| Krystyna Czuba                |       |       |       | ×     |       |       |             |             |             |       |       |
| Dorota Czudowska              |       |       |       | ×     |       |       |             | ×           | ×           | ×     |       |
| Jolanta Danielak              |       |       |       | ×     | ×     |       |             |             |             |       |       |
| Genowefa Ferenc               |       |       |       | ×     | ×     |       |             |             |             |       |       |
| Elżbieta Płonka               |       |       |       | ×     |       |       |             |             | [ b ]       | [ b ] |       |
| Ligia Urniaż-Grabowska†       |       |       |       | ×     |       |       |             |             |             |       |       |
| Krystyna Bochenek†            |       |       |       |       | ×     | ×     | ×           |             |             |       |       |
| Czesława Christowa            |       |       |       |       | ×     |       |             |             |             |       |       |
| Krystyna Doktorowicz          |       |       |       |       | ×     |       |             |             |             |       |       |
| Genowefa Grabowska            |       |       |       |       | ×     |       |             |             |             |       |       |
| Apolonia Klepacz              |       |       |       |       | ×     |       |             |             |             |       |       |
| Aleksandra Koszada            |       |       |       |       | ×     |       |             |             |             |       |       |
| Olga Krzyżanowska†            | [ b ] | [ b ] | [ b ] | [ b ] | ×     |       |             |             |             |       |       |
| Anna Kurska†                  |       |       |       |       | ×     | ×     |             |             |             |       |       |
| Irena Kurzępa                 |       |       |       |       | ×     |       |             |             |             |       |       |
| Teresa Liszcz                 | [ b ] | [ b ] |       | [ b ] | ×     |       |             |             |             |       |       |
| Jolanta Popiołek†             |       |       |       |       | ×     |       |             |             |             |       |       |
| Wiesława Sadowska-Golka       |       |       |       |       | ×     |       |             |             |             |       |       |
| Ewa Serocka                   |       |       |       |       | ×     |       |             |             |             |       |       |
| Krystyna Sienkiewicz          |       |       | [ b ] |       | ×     |       |             |             |             |       |       |
| Zofia Skrzypek-Mrowiec        |       |       |       |       | ×     |       |             |             |             |       |       |
| Grażyna Staniszewska          | [ b ] | [ b ] | [ b ] | [ b ] | ×     |       |             |             |             |       |       |
| Alicja Stradomska             |       |       |       |       | ×     |       |             |             |             |       |       |
| Elżbieta Streker-Dembińska    |       |       |       |       | ×     |       | [ b ]       |             |             |       |       |
| Maria Szyszkowska             |       |       |       |       | ×     |       |             |             |             |       |       |
| Dorota Arciszewska-Mielewczyk |       |       |       | [ b ] | [ b ] | ×     | ×           | [ b ]       | [ b ]       |       | [ b ] |
| Margareta Budner              |       |       |       |       |       | ×     |             |             | ×           | ×     |       |
| Janina Fetlińska†             |       |       |       |       |       | ×     | ×           |             |             |       |       |
| Urszula Gacek                 |       |       |       |       |       | ×     |             |             |             |       |       |
| Elżbieta Gelert               |       |       |       |       |       | ×     |             | [ b ]       | [ b ]       | [ b ] | [ b ] |
| Mirosława Nykiel              |       |       |       |       |       | ×     | [ b ]       | [ b ]       | [ b ]       | [ b ] | [ b ] |
| Maria Pańczyk-Pozdziej †      |       |       |       |       |       | ×     | ×           | ×           | ×           |       |       |
| Elżbieta Rafalska             |       |       |       |       |       | ×     | [ b ]       | [ b ]       | [ b ] [ c ] |       |       |
| Jadwiga Rudnicka              | [ b ] |       |       |       |       | ×     |             |             |             |       |       |
| Ewa Tomaszewska               |       |       | [ b ] |       |       | ×     |             |             | [ b ]       |       |       |
| Elżbieta Więcławska-Sauk      |       |       |       |       | [ b ] | ×     |             |             |             |       |       |
| Małgorzata Adamczak           |       |       |       |       |       |       | ×           | [ b ] [ e ] |             |       |       |
| Barbara Borys-Damięcka †      |       |       |       |       |       |       | ×           | ×           | ×           | ×     |       |
| Jadwiga Rotnicka              |       |       |       |       |       |       | ×           | ×           | ×           | ×     |       |
| Grażyna Sztark                |       |       |       |       |       |       | ×           | ×           | ×           |       |       |
| Anna Aksamit                  |       |       |       |       |       |       |             | ×           |             |       |       |
| Elżbieta Bieńkowska           |       |       |       |       |       |       |             | ×           |             |       |       |
| Alicja Chybicka               |       |       |       |       |       |       |             | ×           | [ b ]       | ×     | [ b ] |
| Beata Gosiewska               |       |       |       |       |       |       |             | ×           |             |       |       |
| Helena Hatka                  |       |       |       |       |       |       |             | ×           |             |       |       |
| Izabela Kloc                  |       |       |       |       |       | [ b ] | [ b ]       | ×           | [ b ] [ c ] |       |       |
| Maria Koc                     |       |       |       |       |       |       |             | ×           | ×           | ×     | [ b ] |
| Andżelika Możdżanowska        |       |       |       |       |       |       |             | ×           | [ b ] [ c ] |       |       |
| Anna Anders                   |       |       |       |       |       |       |             |             | ×           |       |       |
| Małgorzata Kopiczko           |       |       |       |       |       |       |             |             | ×           | ×     |       |
| Bogusława Orzechowska         |       |       |       |       |       |       |             |             | ×           | ×     |       |
| Lidia Staroń                  |       |       |       |       |       | [ b ] | [ b ]       | [ b ]       | ×           | ×     |       |
| Ewa Gawęda                    |       |       |       |       |       |       |             |             |             | ×     |       |
| Danuta Jazłowiecka            |       |       |       |       |       | [ b ] | [ b ] [ c ] |             |             | ×     | [ b ] |
| Dorota Tobiszowska            |       |       |       |       |       |       |             |             |             | ×     |       |

### Zmiana liczby kobiet w Senacie III RP
| Kadencja | Data                 | Liczba kobiet | Graf                     | Zdarzenie |
| -------- | -------------------- | ------------- | ------------------------ | --- |
| I        | 4 lipca 1989         | 6             | ●●●●●●                   | zaprzysiężenie senatorek wybranych w wyborach parlamentarnych w 1989 roku: Anny Boguckiej-Skowrońskiej, Gabrieli Cwojdzińskiej, Alicji Grześkowiak, Stefanii Hejmanowskiej, Zofii Kuratowskiej, Anny Radziwiłł |
| I        | 1 listopada 1990     | 7             | ●●●●●●●                  | zaprzysiężenie Doroty Simonides wybranej w wyborach uzupełniających |
| II       | 26 listopada 1991    | 8             | ●●●●●●●●                 | zaprzysiężenie senatorek wybranych w wyborach parlamentarnych w 1991 roku: Jadwigi Bałtakis, A. Boguckiej-Skowrońskiej, Janiny Gościej, A. Grześkowiak, Z. Kuratowskiej, Aliny Pienkowskiej, Elżbiety Rysak, D. Simonides |
| III      | 15 października 1993 | 13            | ●●●●●●●●●●●●●            | zaprzysiężenie senatorek wybranych w wyborach parlamentarnych w 1993 roku: Marii Berny, Grażyny Ciemniak, A. Grześkowiak, Zdzisławy Janowskiej, Doroty Kempki, Z. Kuratowskiej, Wandy Kustrzeby, Barbary Łękawy, Marii Łopatkowej, Anny Olejnickiej-Górczewskiej, D. Simonides, Elżbiety Solskiej, Jadwigi Stokarskiej |
| IV       | 21 października 1997 | 12            | ●●●●●●●●●●●●             | zaprzysiężenie senatorek wybranych w wyborach parlamentarnych w 1997 roku: A. Boguckiej-Skowrońskiej, Krystyny Czuby, Doroty Czudowskiej, Jolanty Danielak, Genowefy Ferenc, A. Grześkowiak, D. Kempki, Elżbiety Płonki, Janiny Sagatowskiej, D. Simonides, J. Stokarskiej, Ligii Urniaż-Grabowskiej |
| V        | 20 października 2001 | 23            | ●●●●●●●●●●●●●●●●●●●●●●●  | zaprzysiężenie senatorek wybranych w wyborach parlamentarnych w 2001 roku: M. Berny, Czesławy Christowej, J. Danielak, Krystyny Doktorowicz, G. Ferenc, Genowefy Grabowskiej, Z. Janowskiej, D. Kempki, Apolonii Klepacz, Aleksandry Koszady, Olgi Krzyżanowskiej, Anny Kurskiej, Ireny Kurzępy, Teresy Liszcz, Jolanty Popiołek, Wiesławy Sadowskiej, J. Sagatowskiej, Ewy Serockiej, Krystyny Sienkiewicz, D. Simonides, Grażyny Staniszewskiej, Alicji Stradomskiej, Marii Szyszkowskiej                 |
| V        | 13 czerwca 2004      | 21            | ●●●●●●●●●●●●●●●●●●●●●    | wygaśnięcie mandatów G. Grabowskiej i G. Staniszewskiej w związku z wyborem do Parlamentu Europejskiego |
| V        | 29 września 2004     | 23            | ●●●●●●●●●●●●●●●●●●●●●●●  | zaprzysiężenie Krystyny Bochenek i Zofii Skrzypek-Mrowiec wybranych w wyborach uzupełniających |
| V        | 2 lutego 2005        | 24            | ●●●●●●●●●●●●●●●●●●●●●●●● | zaprzysiężenie Elżbiety Streker-Dembiskiej wybranej w wyborach uzupełniających |
| VI       | 20 października 2005 | 13            | ●●●●●●●●●●●●●            | zaprzysiężenie senatorek wybranych w wyborach parlamentarnych w 2005 roku: Doroty Arciszewskiej-Mielewczyk, K. Bochenek, Margarety Budner, Janiny Fetlińskiej, Urszuli Gacek, Elżbiety Gelert, A. Kurskiej, Mirosławy Nykiel, Marii Pańczyk-Pozdziej, Elżbiety Rafalskiej, Jadwigi Rudnickiej, Ewy Tomaszewskiej, Elżbiety Więcławskiej-Sauk |
| VI       | 12 listopada 2006    | 12            | ●●●●●●●●●●●●             | wygaśnięcie mandatu E. Gelert w związku z objęciem mandatu radnej Rady Miejskiej w Elblągu |
| VI       | 30 sierpnia 2007     | 11            | ●●●●●●●●●●●              | wygaśnięcie mandatu E. Tomaszewskiej w związku z objęciem mandatu posła do Parlamentu Europejskiego |
| VII      | 5 listopada 2007     | 8             | ●●●●●●●●                 | zaprzysiężenie senatorek wybranych w wyborach parlamentarnych w 2007 roku: Małgorzaty Adamczak, D. Arciszewskiej-Mielewczyk, K. Bochenek, Barbary Borys-Damięckiej, J. Fetlińskiej, M. Pańczyk-Pozdziej, Jadwigi Rotnickiej, Grażyny Sztark |
| VII      | 10 kwietnia 2010     | 6             | ●●●●●●                   | śmierć K. Bochenek i J. Fetlińskiej |
| VII      | 2 lipca 2010         | 7             | ●●●●●●●                  | zaprzysiężenie Alicji Zając wybranej w wyborach uzupełniających |
| VII      | 8 listopada 2011     | 13            | ●●●●●●●●●●●●●            | zaprzysiężenie senatorek wybranych w wyborach parlamentarnych w 2011 roku: Anny Aksamit, Elżbiety Bieńkowskiej, B. Borys-Damięckiej, Alicji Chybickiej, D. Czudowskiej, Beaty Gosiewskiej, Heleny Hatki, Andżeliki Możdżanowskiej, M. Pańczyk-Pozdziej, J. Rotnickiej, J. Sagatowskiej, G. Sztark, A. Zając |
| VII      | 25 maja 2014         | 12            | ●●●●●●●●●●●●             | wygaśnięcie mandatu B. Gosiewskiej w związku z wyborem do Parlamentu Europejskiego |
| VII      | 24 września 2014     | 14            | ●●●●●●●●●●●●●●           | zaprzysiężenie Izabeli Kloc i Marii Koc wybranych w wyborach uzupełniających |
| VII      | 31 października 2014 | 13            | ●●●●●●●●●●●●●            | zrzeczenie się mandatu przez E. Bieńkowską |
| IX       | 12 listopada 2015    | 13            | ●●●●●●●●●●●●●            | zaprzysiężenie senatorek wybranych w wyborach parlamentarnych w 2015 roku: B. Borys-Damięckiej, M. Budner, D. Czudowskiej, M. Koc, Małgorzaty Kopiczko, Bogusławy Orzechowskiej, M. Pańczyk-Pozdziej, J. Rotnickiej, J. Sagatowskiej, Lidii Staroń, G. Sztark, A. Zając, Barbary Zdrojewskiej |
| IX       | 9 marca 2016         | 14            | ●●●●●●●●●●●●●●           | zaprzysiężenie Anny Anders wybranej w wyborach uzupełniających |
| IX       | 23 sierpnia 2019     | 13            | ●●●●●●●●●●●●●            | mianowanie A. Anders na Ambasadora RP w Republice Włoskiej |
| X        | 12 listopada 2019    | 24            | ●●●●●●●●●●●●●●●●●●●●●●●● | zaprzysiężenie senatorek wybranych w wyborach parlamentarnych w 2019 roku: Haliny Biedy, B. Borys-Damięckiej, M. Budner, A. Chybickiej, D. Czudowskiej, Ewy Gawędy, Agnieszki Gorgoń-Komor, Jolanty Hibner, Danuty Jazłowieckiej, M. Koc, Magdaleny Kochan, Agnieszki Kołacz-Leszczyńskiej, M. Kopiczko, Beaty Małeckiej-Libery, Ewy Mateckiej, Gabrieli Morawskiej-Staneckiej, B. Orzechowskiej, J. Rotnickiej, J. Sagatowskiej, Joanny Sekuły, L. Staroń, Doroty Tobiszowskiej, A. Zając, B. Zdrojewskiej |
| X        | 9 czerwca 2023       | 23            | ●●●●●●●●●●●●●●●●●●●●●●●  | śmierć B. Borys-Damięckiej |
| XI       | 13 listopada 2023    | 19            | ●●●●●●●●●●●●●●●●●●●      | zaprzysiężenie senatorek wybranych w wyborach parlamentarnych w 2023 roku: H. Biedy, Magdaleny Biejat, Anny Boguckiej, A. Gorgoń-Komor, Anny Górskiej, J. Hibner, Ewy Kaliszuk, Małgorzaty Kidawy-Błońskiej, M. Kochan, A. Kołacz-Leszczyńska, B. Małeckiej-Libery, E. Mateckiej, G. Morawskiej-Staneckiej, Jolanty Piotrowskiej, J. Sagatowskiej, J. Sekuły, Małgorzaty Sekuły-Szmajdzińskiej, A. Zając, B. Zdrojewskiej                                                                                   |
| XI       | 26 marca 2025        | 20            | ●●●●●●●●●●●●●●●●●●●●     | zaprzysiężenie Moniki Piątkowskiej wybranej w wyborach uzupełniających |

## Kobiety w Senacie Rzeczypospolitej Polskiej II RP
Wszystkie senatorki z okresu II RP nie żyją.
| Senator                     | I | II | III | IV | V |
| --------------------------- | - | -- | --- | -- | - |
| Aleksandra Karnicka         | × |    |     |    |   |
| Dorota Kłuszyńska           | × | ×  | ×   |    |   |
| Ołena Łewczaniwśka          | × |    |     |    |   |
| Józefa Szebekówna           | × |    |     |    |   |
| Zofia Daszyńska-Golińska    | × |    |     |    |   |
| Józefa Bramowska            |   | ×  | ×   |    |   |
| Ołena Kysiłewśka            |   | ×  | ×   |    |   |
| Kazimiera Grunertówna       |   |    | ×   |    |   |
| Hanna Hubicka               |   |    | ×   |    |   |
| Regina Fleszarowa           |   |    |     | ×  |   |
| Halina Jaroszewiczowa       |   |    |     | ×  |   |
| Julia Kratowska             |   |    |     | ×  |   |
| Stefania Kudelska           |   |    |     | ×  |   |
| Władysława Maciesza         |   |    |     | ×  |   |
| Wanda Norwid-Neugebauer     |   |    |     | ×  | × |
| Maria Bartlowa              |   |    |     |    | × |
| Zofia Berbecka              |   |    |     |    | × |
| Anna Paradowska-Szelągowska |   |    |     |    | × |
| Helena Sujkowska            |   |    |     |    | × |